# 1990 în literatură
- 1989 în literatură — 1990 în literatură — 1991 în literatură

Anul 1990 în literatură a implicat o serie de evenimente și cărți noi semnificative.

## Cărți noi
- Douglas Adams & Mark Carwardine - Last Chance to See
- Iain M. Banks - Use of Weapons
- Greg Bear - Heads și Queen of Angels
- Thomas Berger - Orrie's Story
- Louis de Bernières - The War of Don Emmanuel's Nether Parts
- William Boyd - Brazzaville Beach
- Ray Bradbury - A Graveyard for Lunatics
- John Bradshaw - Homecoming
- Tom Clancy - Clear and Present Danger
- Hugh Cook - The Wazir and the Witch și The Wishstone and the Wonderworkers
- Bernard Cornwell - Sharpe's Waterloo și Crackdown
- Michael Crichton - Jurassic Park
- Jim Dodge - Stone Junction
- Roddy Doyle - The Snapper
- Dominick Dunne - An Inconvenient Woman
- James Ellroy - L.A. Confidential
- John Kenneth Galbraith - A Tenured Professor
- John Gardner - Brokenclaw
- Elizabeth George - Well-Schooled in Murder
- Andrew Greeley - The Cardinal Virtues
- Robert E. Howard, L. Sprague de Camp și Lin Carter - The Conan Chronicles 2
- Marsha Hunt - Joy
- P. D. James - Devices and Desires
- Imre Kertész - Kaddish for an Unborn Child (Kaddis a meg nem született gyermekért)
- Stephen King - Four Past Midnight și The Stand
- Hanif Kureishi - The Buddha of Suburbia
- Elmore Leonard - Get Shorty
- Robert Ludlum - The Bourne Ultimatum
- Ian McEwan - The Innocent
- James A. Michener - Pilgrimage
- Brian Moore - Lies of Silence
- Tim O'Brien - The Things They Carried
- Orhan Pamuk - The Black Book
- Robert B. Parker - Stardust
- Rosamund Pilcher - September
- Belva Plain - Harvest
- Terry Pratchett - Eric și Moving Pictures
- Thomas Pynchon - Vineland
- Lucius Shepard - The Ends of the Earth
- Danielle Steel - Message From Nam
- James Tiptree, Jr. - Her Smoke Rose Up Forever
- Scott Turow - The Burden of Proof
- Andrew Vachss - Blossom
- Kurt Vonnegut - Hocus Pocus
- Harry L. Watson - Liberty and Power
- Banana Yoshimoto - Amrita

## Premii
- Premiul Nobel pentru Literatură: Octavio Paz